# Нижняя Чегодайка
Ни́жняя Чегода́йка (тат. Түбән Чыгтай) — село в Черемшанском районе Республики Татарстан, в составе Черемшанского сельского поселения.

## География
Село находится на реке Большой Черемшан, в 4 км к юго-востоку от села Черемшан. 

## История
Село основано в 1740-х годах. В дореволюционных источниках упоминается также как Нижний Ключ, Мансурова. 
До 1860-х годов жители относились к категории государственных крестьян. Занимались земледелием, разведением скота. 
В начале XX века здесь функционировали мечеть, медресе. В этот период земельный надел сельской общины составлял 1657 десятин. 
До 1920 года село входило в Мордовско-Афонькинскую волость Бугульминского уезда Самарской губернии. С 1920 года в составе Бугульминского кантона ТАССР. С 10 августа 1930 года в Первомайском, с 1 февраля 1963 года в Лениногорском, с 12 января 1965 года в Черемшанском районах.

## Население
| 1859 | 1897 | 1910 | 1920 | 1926 | 1949 | 1958 | 1970 | 1979 | 1989 | 2002 | 2010 |
| ---- | ---- | ---- | ---- | ---- | ---- | ---- | ---- | ---- | ---- | ---- | ---- |
| 1087 | 890  | 1089 | 1128 | 548  | 768  | 627  | 642  | 543  | 365  | 285  | 241  |

Национальный состав села: татары.

## Экономика
Жители занимаются полеводством, молочным скотоводством.

## Объекты образования и культуры
Начальная школа, дом культуры, библиотека.

## Религиозные объекты
Мечеть.